# Jistebnice
Jistebnice — miasto w Czechach, w kraju południowoczeskim, w powiecie Tabor.